# Вайт-Айленд
Вайт-Айленд (англ. White Island) — острів в архіпелазі островів Сіллі, Велика Британія. Невеличкий острівець архіпелагу омивається Кельтським морем.